# Heuscheuer (Heidelberg)

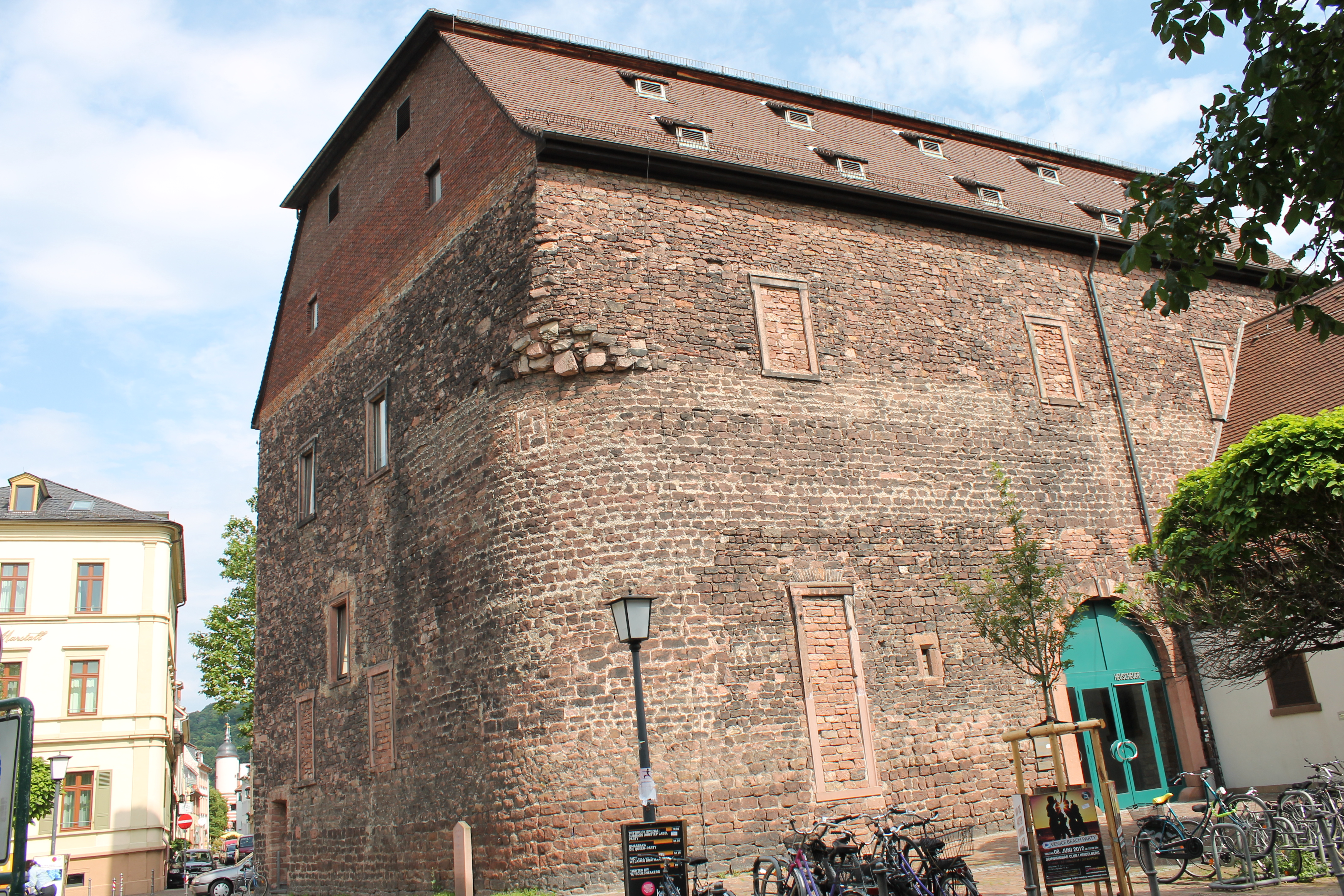
Eingangstür

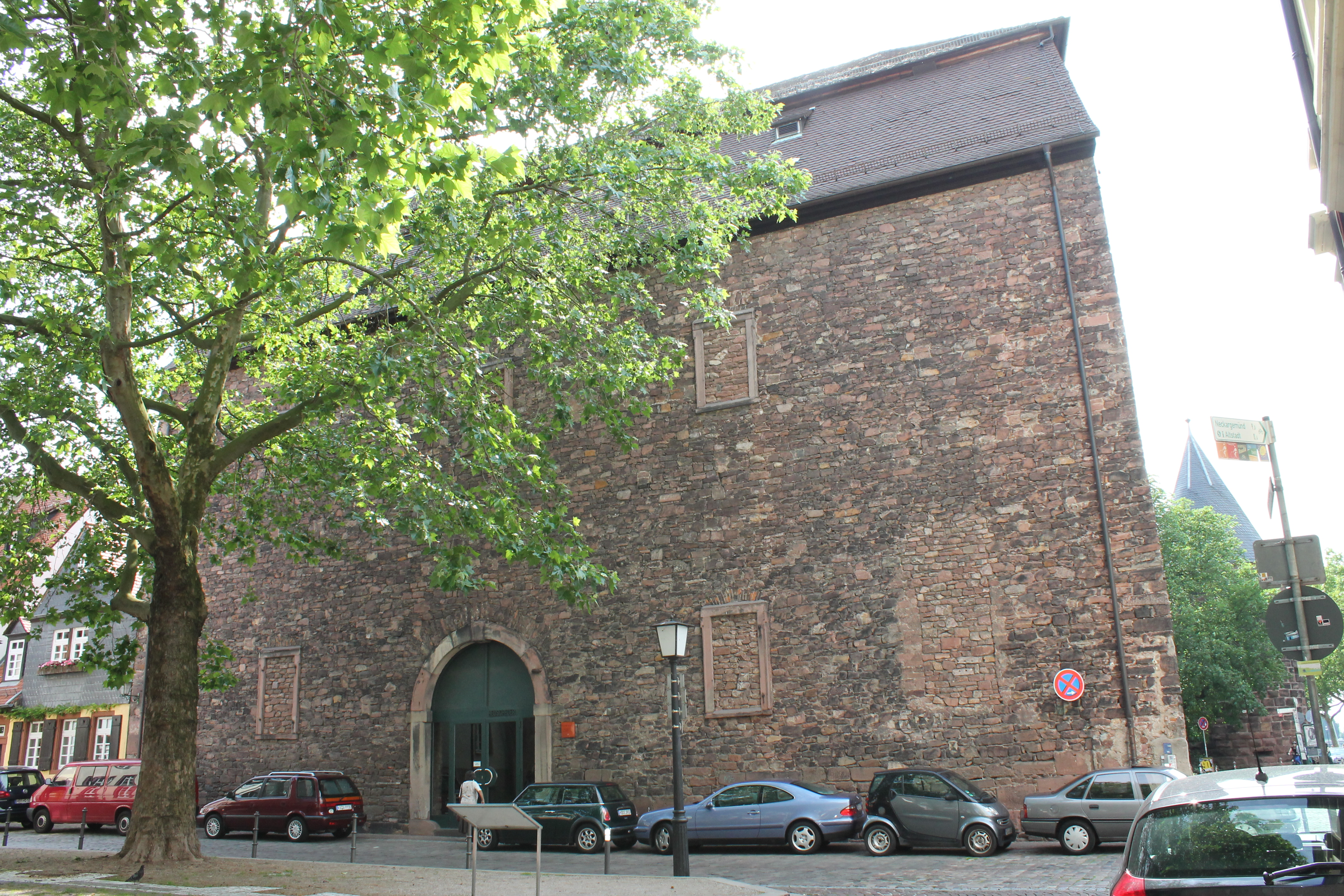
Blick vom Alten Synagogenplatz

Die Heuscheuer (Heuscheune) ist ein ehemaliges Lagerhaus in Heidelberg. Heute dient das Gebäude als Hörsaal der Universität.
Das Gebäude wurde Mitte des 18. Jahrhunderts als Zehntscheuer anstelle des ehemaligen Mantelturmes, der nordwestlichen Eckbastion der alten Stadtbefestigung, der 1693 zerstört wurde, errichtet.
Die Heuscheuer behielt bis 1824 ihre ursprüngliche Funktion. 1963 bis 1965 wurde sie zum Hörsaalgebäude der Universität Heidelberg umgebaut.